# Because I`m Not With You
《Because I'm Not With You》는 대한민국의 멀티 엔터테이너 임창정의 2집 앨범이다. 타이틀 곡은 〈혼자만의 이별〉이다.

## 수록곡
| #            | 제목                | 작사           | 작곡         | 재생 시간 |
| ------------ | ------------------- | -------------- | ------------ | --------- |
| 1.           | 〈변심〉            | 임창정         | 임창정       | 3:42      |
| 2.           | 〈염원의 눈물〉     | 임창정         | 임창정       | 4:27      |
| 3.           | 〈나의 여백〉       | 이재경         | 이동원       | 4:28      |
| 4.           | 〈젖은 거리에서〉   | 임창정         | 임창정       | 3:36      |
| 5.           | 〈혼자만의 이별〉   | 이재경         | 이동원       | 4:03      |
| 6.           | 〈내 안에 있는 너〉 | 이동원, 임창정 | 이동원       | 4:04      |
| 7.           | 〈감춰진 너를〉     | 임창정         | 임창정       | 3:54      |
| 8.           | 〈색다른 느낌〉     | 박준섭         | 심상원       | 4:11      |
| 9.           | 〈승자의 제안〉     | 임창정         | 임창정       | 4:07      |
| 10.          | 〈갈증〉            | 이재경, 임창정 | 이동원       | 3:40      |
| 11.          | 〈소녀에게〉        | 임창정         | 임창정       | 4:23      |
| 12.          | 〈절교선언〉        | 이재경         | 이동원       | 3:23      |
| 총 재생 시간 | 총 재생 시간        | 총 재생 시간   | 총 재생 시간 | 47:58     |

## 참여
이 목록은 해당 앨범의 부클릿에서 발췌하였다.
스텝
- 기획&제작 - 한중대산
- 매니지먼트 - 현영완
- 프로듀서 - 김성권
- 디렉터 -  이동원, 임창정
- 편곡 - 이동원, 강신웅, 임창정
- 프로그래밍 - 강신웅
- 녹음 - 조은경
- 믹싱 - 최병철
- 키보드 - 이동원
- 어쿠스틱 피아노 - 최태완
- 일렉트릭&어쿠스틱 기타 - 이성렬
- 베이스 - 이태원
- 신디 베이스 - 강신웅
- 바이올린 - 손유림
- 코러스 - 이희진, 임창정, 방대식
- Rap - 임창정
- 포토그래퍼 - Mr.Im
- 디자인 - Mr. Oh
- 헤어&메이크업 - 오현정,김경주
- 의상협찬 - 라스트콜, 인디고 뱅크